# Liste der portugiesischen Botschafter in Guatemala
Die Liste der portugiesischen Botschafter in Guatemala listet die Botschafter der Republik Portugal in Guatemala auf.
Eine eigene Legation in der guatemaltekischen Hauptstadt Guatemala-Stadt eröffnete Portugal im Jahr 1914, die bereits vorher als konsularische Vertretung geöffnet war. 1966 wurde die Erhebung der Legation zur Botschaft beschlossen, ein Geschäftsträger nahm 1969 dort die Geschäfte auf. 1971 wurde die Vertretung in Guatemala-Stadt geschlossen und 1979 wieder eröffnet. Seit ihrer erneuten Schließung gehört Guatemala wieder zum Amtsbezirk des Portugiesischen Botschafters in Mexiko, der sich dazu seit 1985 in Guatemala-Stadt zweitakkreditiert (Stand 2019).
In der guatemaltekischen Hauptstadt ist ein portugiesisches Honorarkonsulat eingerichtet.

## Missionschefs
| Name                                          | Bild      | Amtszeit                         | Anmerkungen                                                                                                |
| Guatemala                                     | Guatemala | Guatemala                        | Guatemala                                                                                                  |
| --------------------------------------------- | --------- | -------------------------------- | --- |
| Henrique O’Conner Martins                     |           | 14. Februar 1914 –5. August 1916 | Ministro Plenipotenciário mit Amtssitz Guatemala-Stadt                                                     |
| Joaquim Maria Travassos Valdez                |           | ab 10. August 1919               | Ministro Plenipotenciário mit Amtssitz Guatemala-Stadt                                                     |
| Eduardo Alberto Bacelar Machado               |           | ab 1958                          | Ministro Plenipotenciário mit Amtssitz Mexiko-Stadt, am 25. September 1958 in Guatemala-Stadt akkreditiert |
| Artur Dias da Silva Nogueira                  |           | 1969 –23. November 1971          | Geschäftsträger am Amtssitz Guatemala-Stadt, am 28. Februar 1969 akkreditiert                              |
| António Eduardo de Carvalho Ressano Garcia    |           | ab 1977                          | Botschafter mit Amtssitz Mexiko-Stadt, am 25. Februar 1977 in Guatemala-Stadt akkreditiert                 |
| José Custódio de Freitas Fernandes Fafe       |           | ab 1979                          | Botschafter mit Amtssitz Guatemala-Stadt, am 30. November 1979 akkreditiert                                |
| Francisco José Laço Treichler Knöpfli         |           | ab 1985                          | Botschafter mit Amtssitz Mexiko-Stadt, am 27. März 1985 in Guatemala-Stadt akkreditiert                    |
| António Cabrita Matias                        |           | ab 1988                          | Botschafter mit Amtssitz Mexiko-Stadt, am 4. Oktober 1988 in Guatemala-Stadt akkreditiert                  |
| José Custódio de Freitas Fernandes Fafe       |           | ab 1991                          | Botschafter mit Amtssitz Mexiko-Stadt, am 12. Juli 1991 in Guatemala-Stadt akkreditiert                    |
| António Chambers de Antas de Campos           |           | ab 1999                          | Botschafter mit Amtssitz Mexiko-Stadt, am 6. November 1999 in Guatemala-Stadt akkreditiert                 |
| Manuel Marcelo Monteiro Curto                 |           | ab 2002                          | Botschafter mit Amtssitz Mexiko-Stadt                                                                      |
| Francisco Manuel Guimarães Henriques da Silva |           | ab 2004                          | Botschafter mit Amtssitz Mexiko-Stadt                                                                      |
| Francisco Domingos Garcia Falcão Machado      |           | ab 2007                          | Botschafter mit Amtssitz Mexiko-Stadt                                                                      |
| João José Gomes Caetano da Silva              |           | ab 2011                          | Botschafter mit Amtssitz Mexiko-Stadt                                                                      |
| Jorge Ayres Roza de Oliveira                  |           | seit 2015                        | Botschafter mit Amtssitz Mexiko-Stadt                                                                      |